# Leipzig (cruzador)
O Leipzig foi um cruzador rápido operado pela Reichsmarine e Kriegsmarine e a primeira embarcação da Classe Leipzig, seguido pelo Nürnberg. Sua construção começou em abril de 1928 na Reichsmarinewerft Wilhelmshaven e foi lançado ao mar em outubro do ano seguinte, sendo comissionado na frota alemã em outubro de 1931. Era armado com uma bateria principal composta por nove canhões de 149 milímetros em três torres de artilharia triplas, tinha um deslocamento carregado de mais de oito mil toneladas e conseguia alcançar uma velocidade máxima de 32 nós.
O Leipzig passou seus primeiros anos realizando exercícios de rotina e depois participou de patrulhas de não intervenção na Guerra Civil Espanhola. A Segunda Guerra Mundial começou em setembro de 1939 e o navio foi inicialmente usado na escolta de navios de guerra. Foi torpedeado por um submarino britânico em dezembro durante uma dessas operações e seriamente danificado. Passou por reparos na Alemanha até o final de 1940 e retornou ao serviço como um navio de treinamento. Ele proporcionou suporte para a Wehrmacht na invasão da União Soviética em 1941.
O cruzador operou brevemente na Noruega antes de retornar aos seus deveres como navio de treinamento. Colidiu com o cruzador pesado Prinz Eugen em outubro de 1944 durante uma operação de escolta. Seus danos foram considerados muito grandes para serem realisticamente reparados, assim foi apenas remendado para se manter flutuando. Ajudou na defesa de Gotenhafen em março de 1945 e fugiu para a Dinamarca em abril com um grupo de civis. O Leipzig foi usado como alojamento flutuante depois da guerra e então deliberadamente afundado em julho de 1946.